# Vocal Six
Vocal Six är en svensk vokalgrupp med rötter i Helsingborg. Gruppen, som främst sjunger a cappella (utan instrumentalt ackompanjemang), bildades år 1988. Flera av medlemmarna har en bakgrund som barbershopsångare.
Repertoaren är främst egna arrangemang av pop- och rockmusik, kombinerad med humor och en aktiv publikkontakt. Vocal Six ägnar sig åt en omfattande konsertverksamhet, både i Sverige och utomlands, där gruppen till exempel har uppträtt i Taiwan, USA, Nederländerna, Irland, England, Estland och Österrike.
Debuten skedde hösten 1988 på Ramlösa brunnshotell. Gruppen medverkade år 2008 i Allsång på Skansen.

## Medlemmar
- Staffan Paulson, tenor
- Stefan Högström, tenor
- Robert Green, tenor
- Tommy Wallström, tenor
- Per Kockum, baryton
- Peder Tennek, bas

Staffan Paulson och Peder Tennek har varit med i sånggruppen sedan den bildades.

## Tidigare Medlemmar
- Jens Friis-Hansen, tenor
- Jan "Janne" Olsson, tenor
- Martin Andersson, baryton
- Niclas Kåse, tenor

## Diskografi
- Vocal six (1992)
- Why Dance? (1994)
- Livboj (EP) (1996)
- Tivoli (2001)
- Second To None (2006)
- International (2006)
- Jul (2011)